# Torneo de Doha 2019
El Qatar ExxonMobil Open 2019 fue un evento de tenis de la ATP World Tour 250 serie, se disputó en Doha, Catar en el Khalifa International Tennis Complex desde el 31 de diciembre hasta el 5 de enero de 2019.

## Distribución de puntos
| Modalidad            | Campeón | Finalista | Semifinales | Cuartos de final | 2ª ronda | 1ª ronda | Clasificados | 2ª ronda de clasificación | 1ª ronda de clasificación |
| Individual masculino | 250     | 165       | 100         | 50               | 25       | 0        | 13           | 7                         | 0                         |
| Dobles masculino     | 250     | 150       | 90          | 45               | 20       | 0        | -            | -                         | -                         |

## Cabezas de serie

### Individuales masculino
| Tenista              | Ranking | Preclasificado |
| Novak Djokovic       | 1       | 1              |
| Dominic Thiem        | 8       | 2              |
| Karen Jachanov       | 11      | 3              |
| Marco Cecchinato     | 20      | 4              |
| Nikoloz Basilashvili | 21      | 5              |
| David Goffin         | 22      | 6              |
| Roberto Bautista     | 24      | 7              |
| Fernando Verdasco    | 28      | 8              |

- Ranking del 24 de diciembre de 2018.[2]

### Dobles masculino
| Tenista                      | Ranking | Preclasificado |
| Oliver Marach Mate Pavić     | 7       | 1              |
| Jamie Murray Bruno Soares    | 14      | 2              |
| Nikola Mektić Alexander Peya | 30      | 3              |
| Dominic Inglot Franko Škugor | 48      | 4              |

## Campeones

### Individual masculino
Roberto Bautista venció a  Tomáš Berdych por 6-4, 3-6, 6-3

### Dobles masculino
David Goffin /  Pierre-Hugues Herbert vencieron a  Robin Haase /  Matwé Middelkoop por 5-7, 6-4, [10-4]